# Fannia urbana
Fannia urbana är en tvåvingeart som beskrevs av Nishida 2002. Fannia urbana ingår i släktet Fannia och familjen takdansflugor. Inga underarter finns listade i Catalogue of Life.